# Pădurea Teutoburgică
Teutoburger Wald („Pădurea Teutoburgică”), denumită în trecut Osning, este o regiune muntoasă aparținând landurilor Niedersachsen și Nordrhein-Westfalen din Germania, care face parte din grupa Mittelgebirge (i.e., categorie de munți de mijloc); aceasta are altitudinea maximă de 446 m. În decursul istoriei regiunea a devenit renumită prin Bătălia de la Teutoburger Wald dintre triburile germanice și romani în anul 9 d.Hr. Atracțiile turistice sunt Monumentul lui Hermann, ca și formațiunile din piatră numite Externsteine și Dörenther Klippen cu Hockenden Weib.

## Galerie

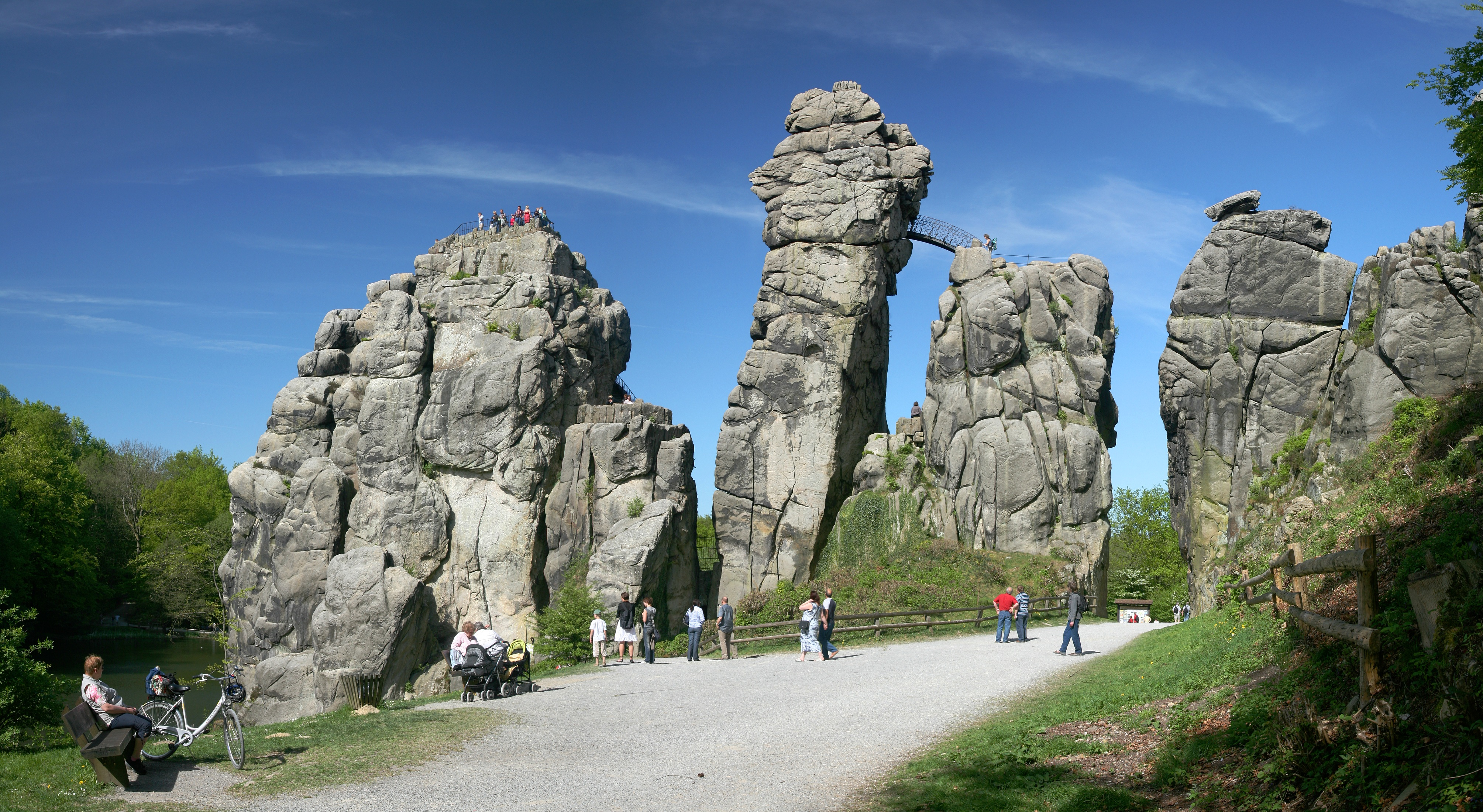
Externsteine lângă Horn-Bad Meinberg, Renania de Nord-Westfalia, Germania
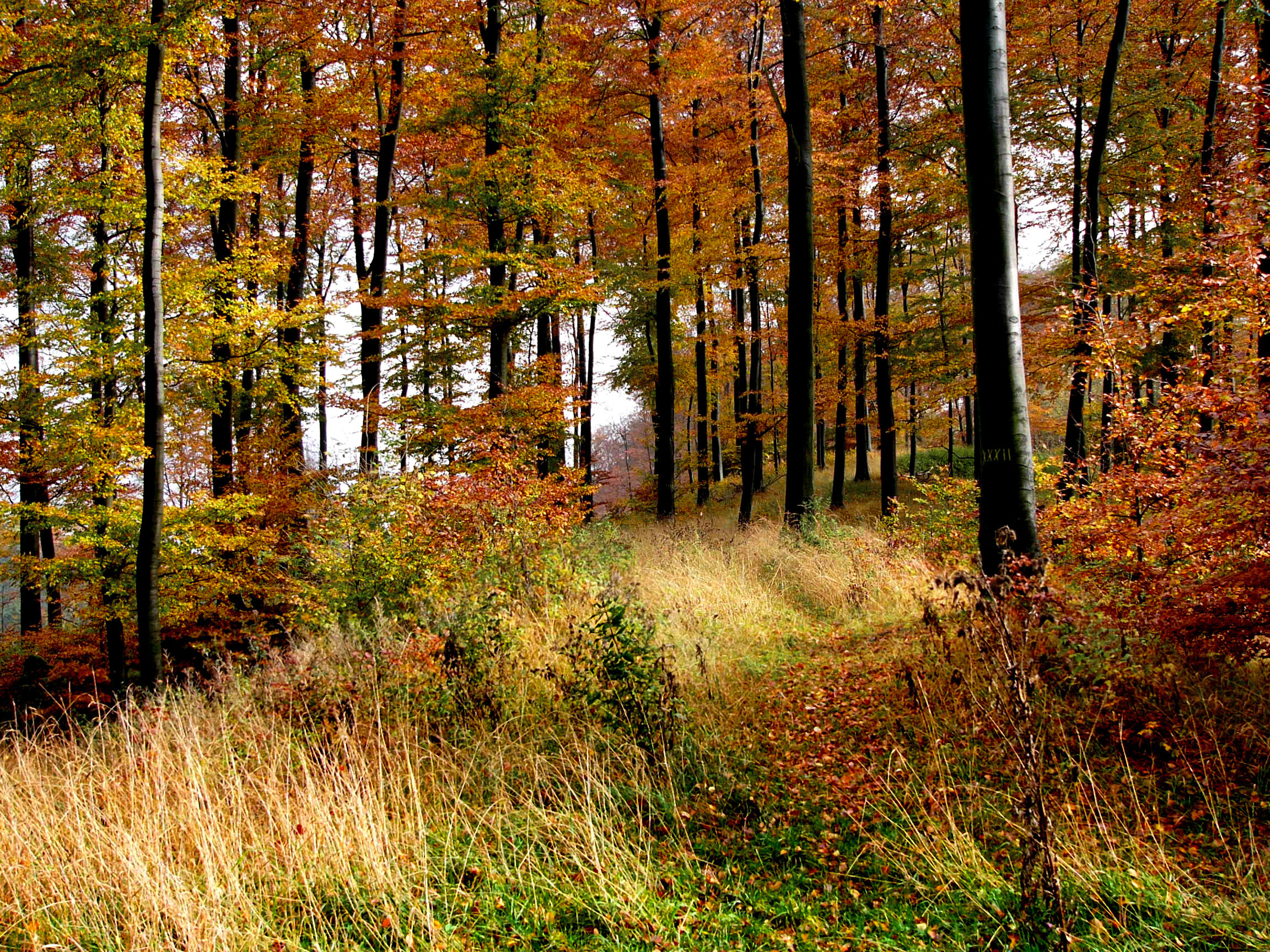
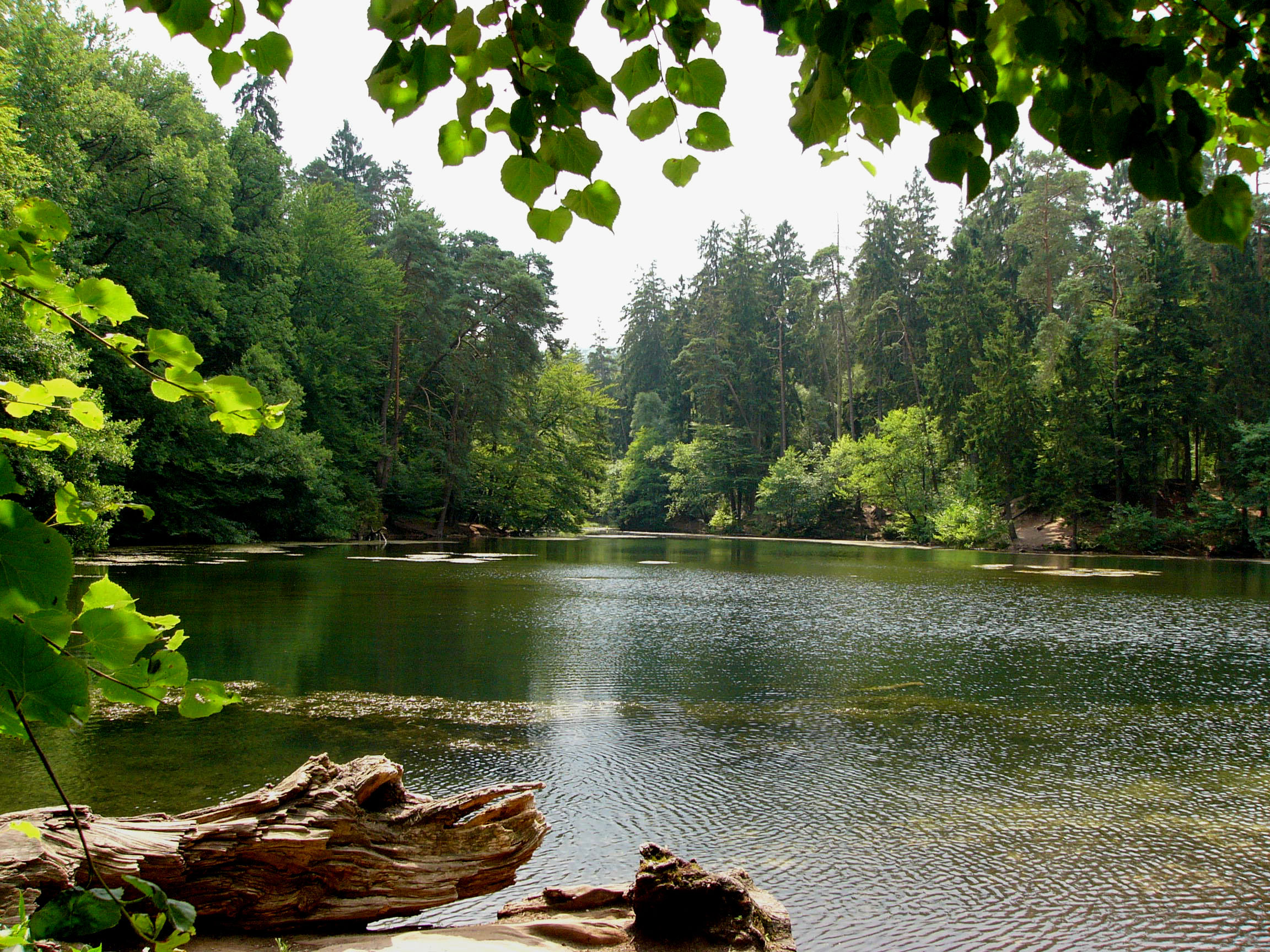
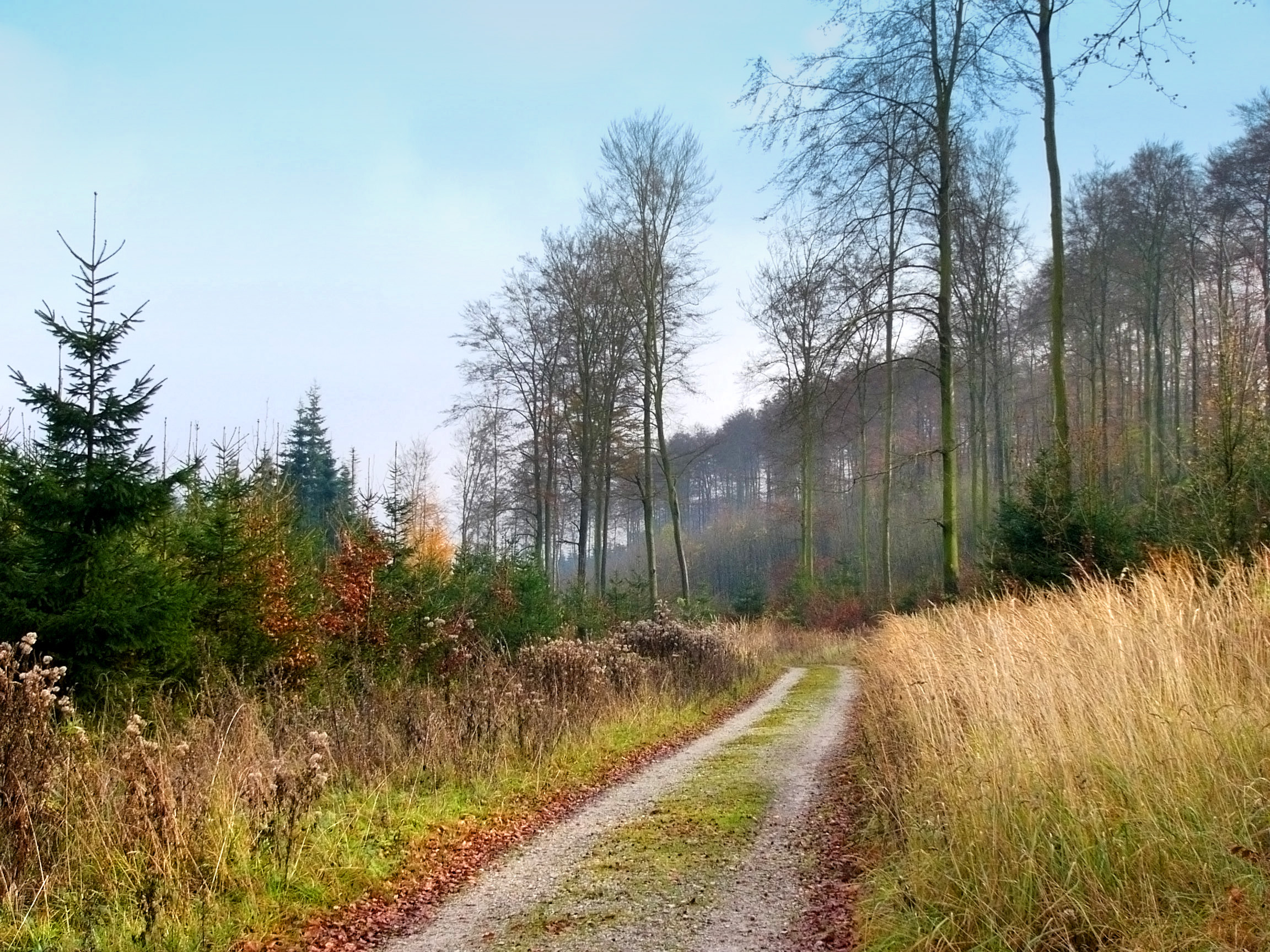
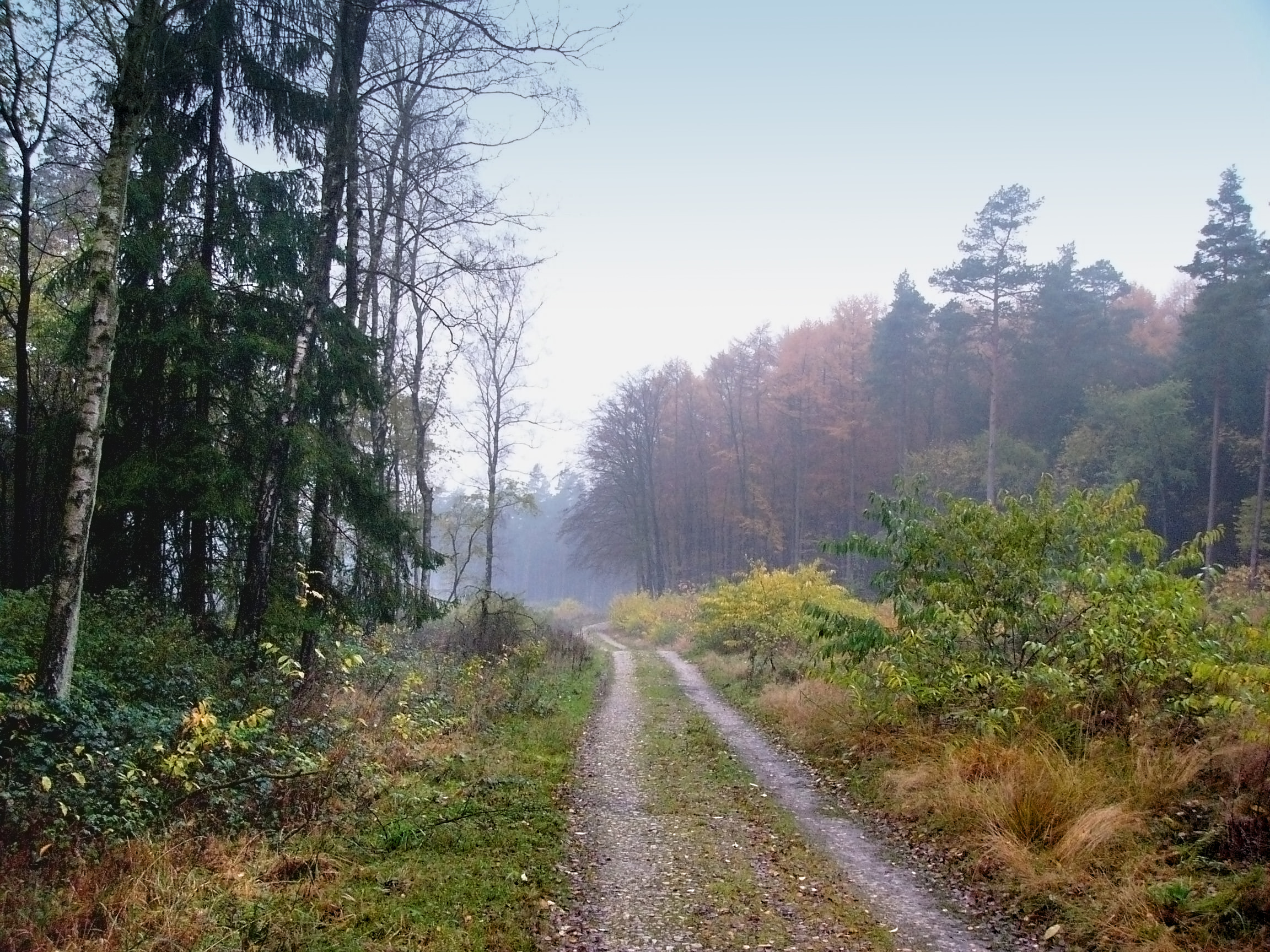
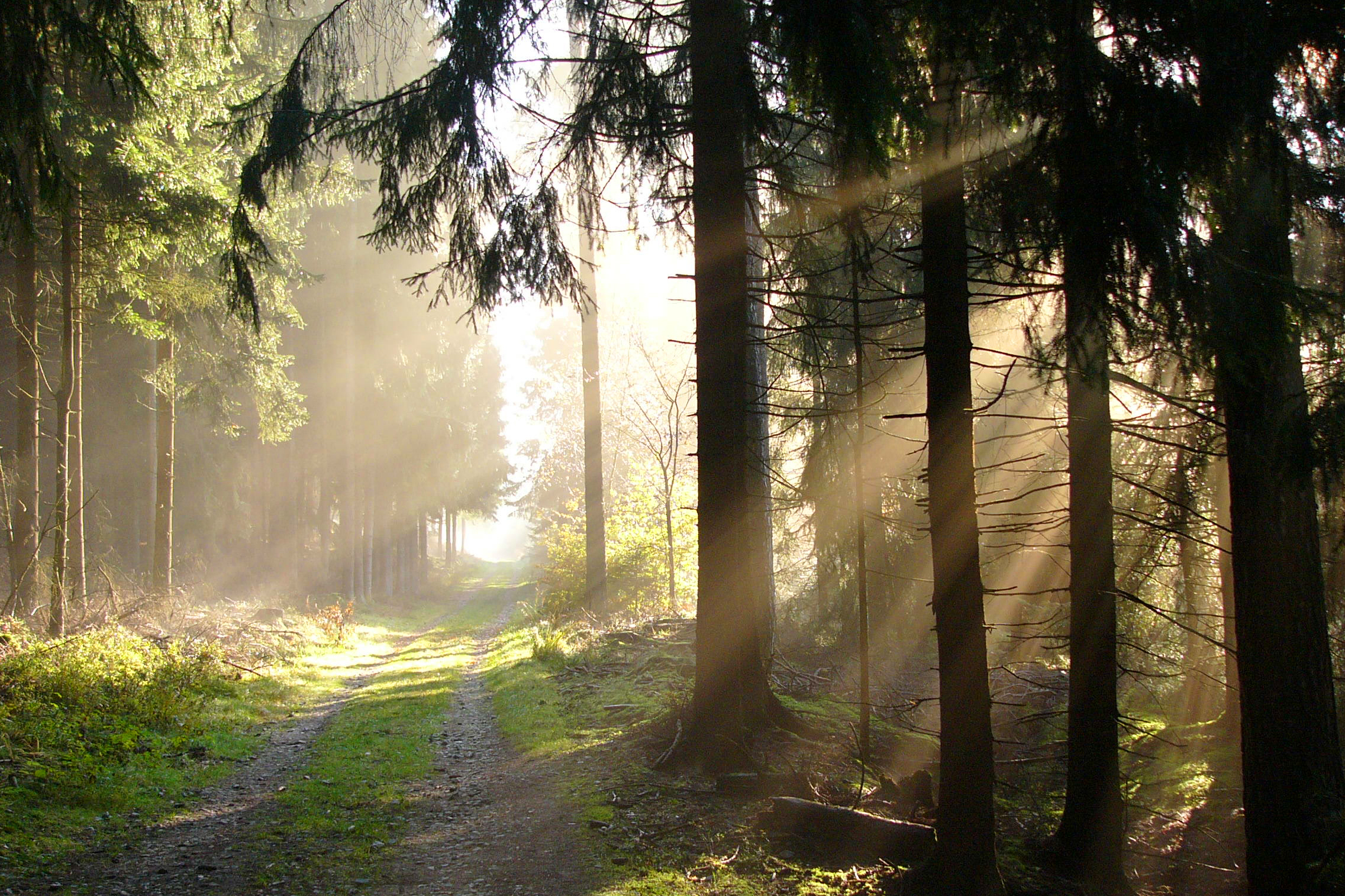
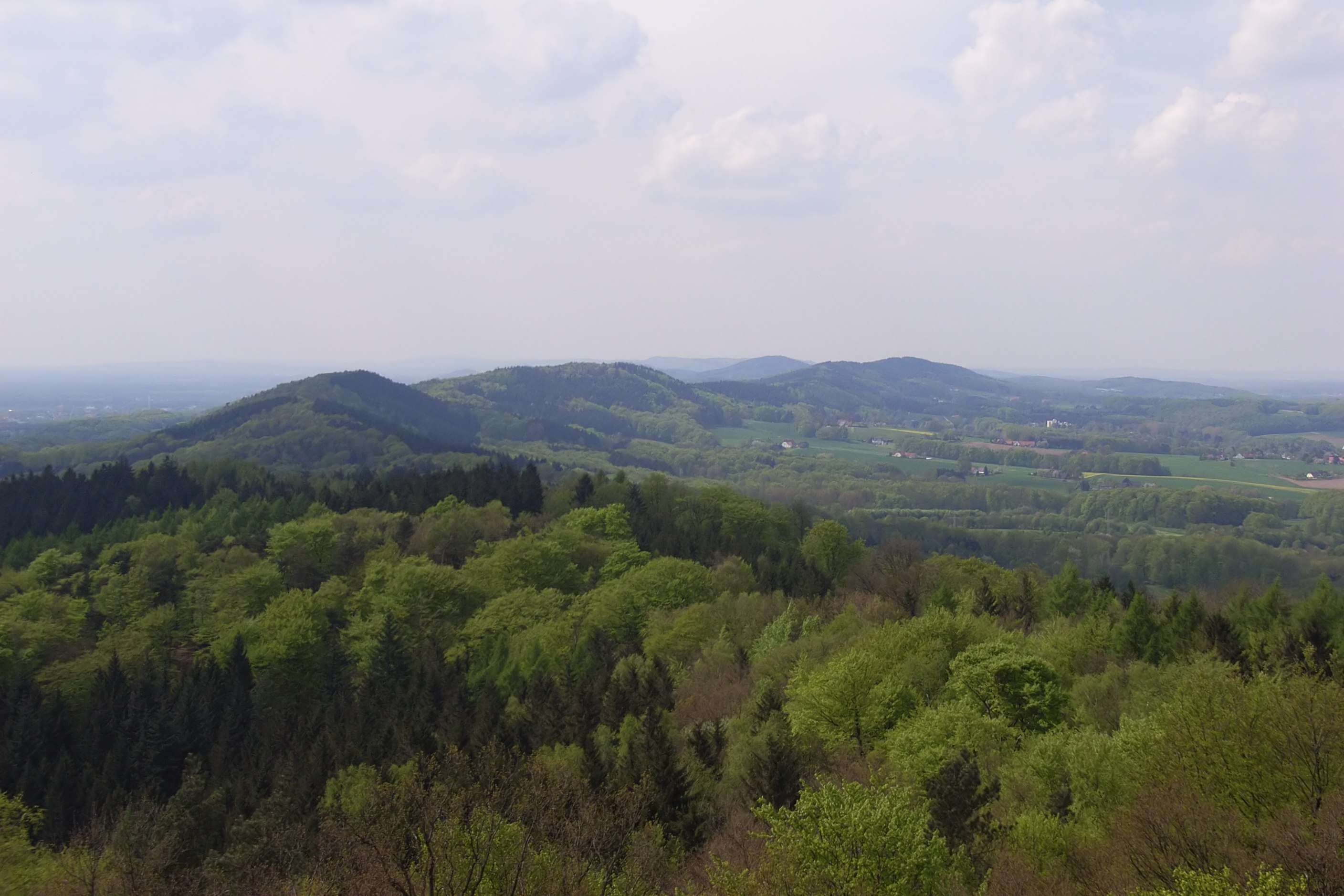
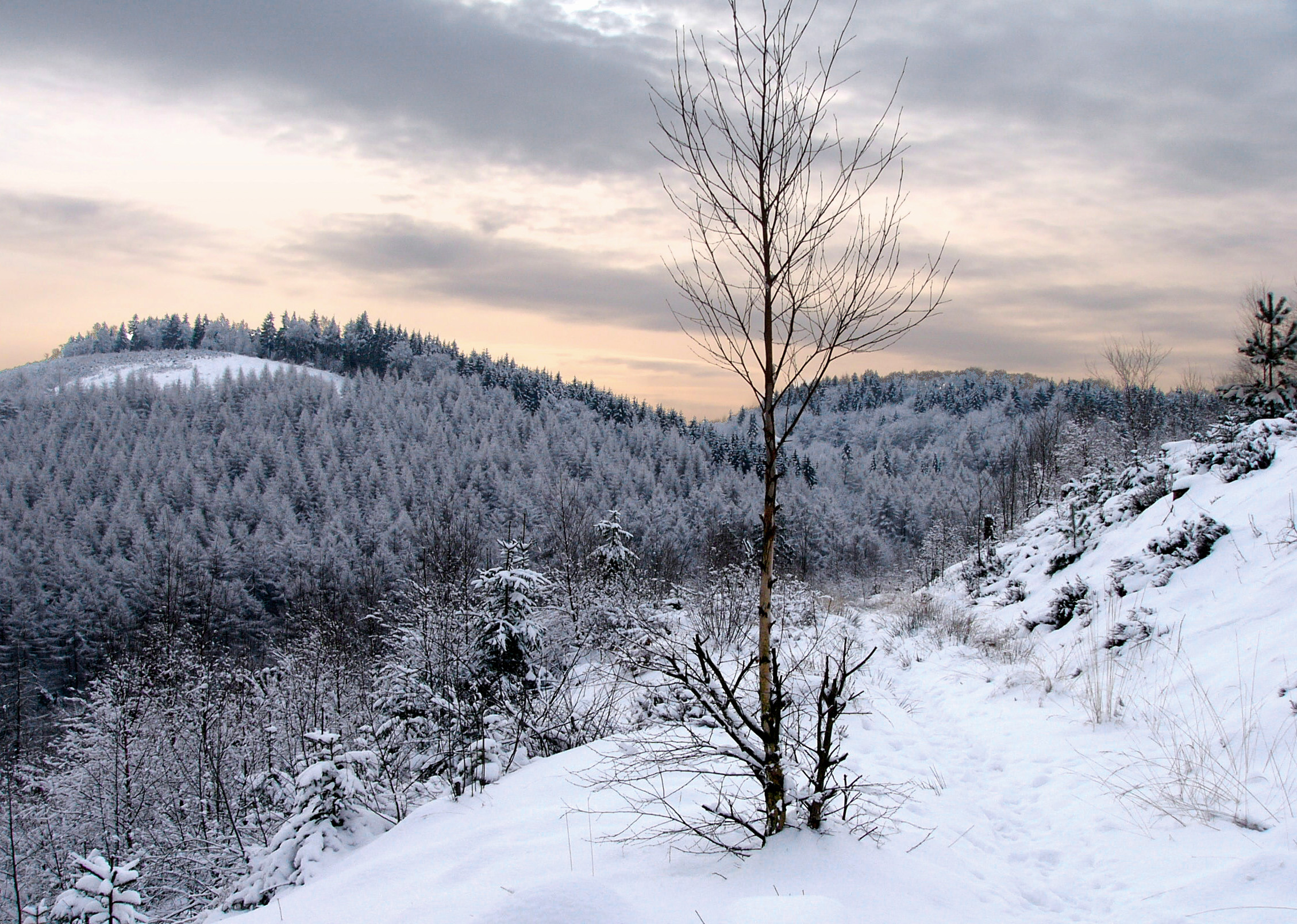
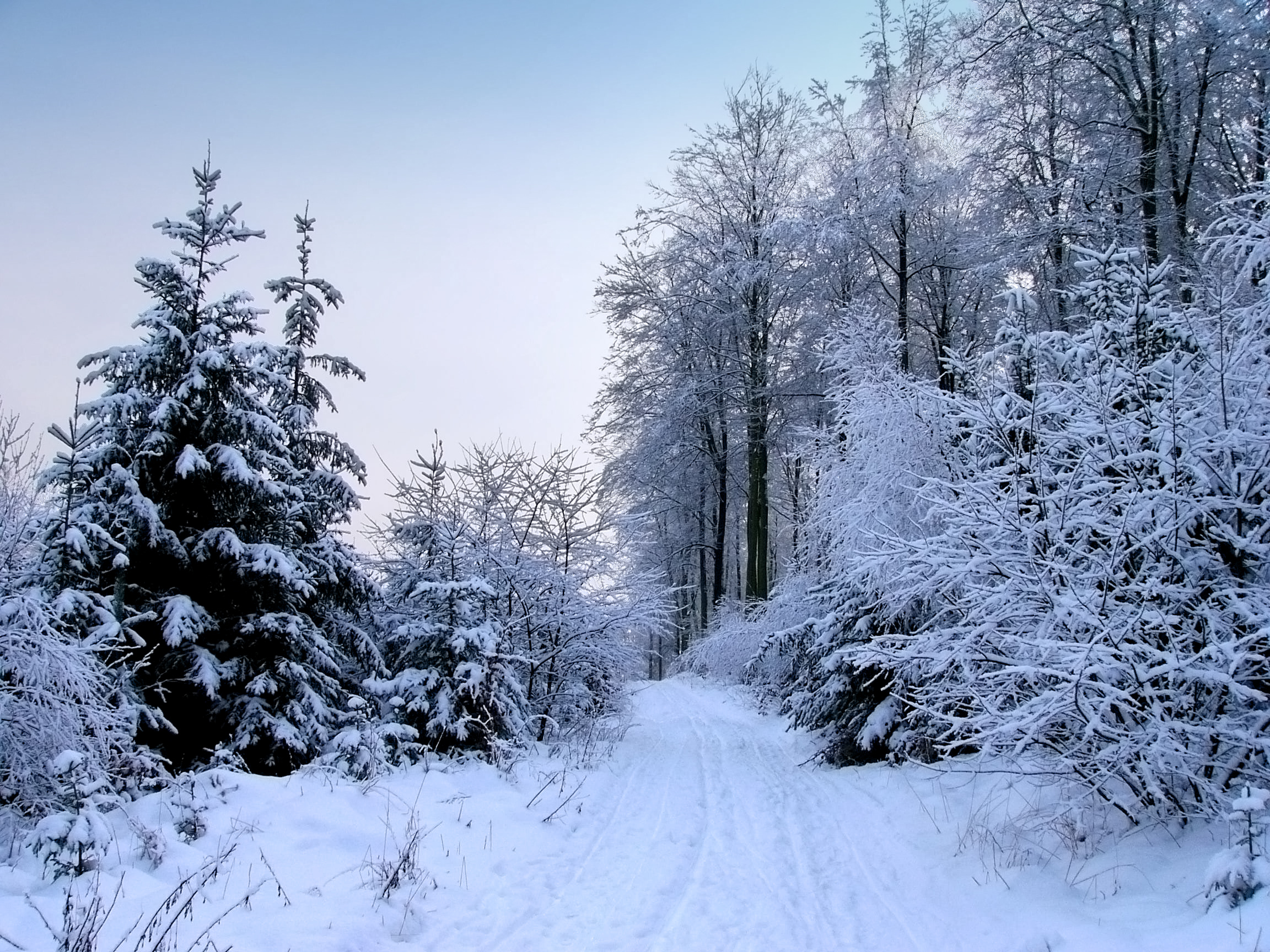